# Síndrome de Leigh
La síndrome de Leigh (també anomenada malaltia de Leigh i encefalomielopatia necrosant subaguda) és una malaltia mitocondrial que provoca un trastorn neurometabòlic i afecta el sistema nerviós central. Porta el nom d'Archibald Denis Leigh, un neuropsiquiatre britànic que va descriure per primera vegada la malaltia el 1951. Els nivells normals de tiamina, monofosfat de tiamina i difosfat de tiamina es troben habitualment, però hi ha un nivell reduït o absent de trifosfat de tiamina. Es creu que això és causat per un bloqueig de l'enzim tiamina-difosfat cinasa i, per tant, el tractament en alguns pacients seria prendre trifosfat de tiamina diàriament.
La síndrome de Leigh, pot estar causada per diverses mutacions en els gens SLC19A3 o TPK1. A causa de la disminució dels nivells de tiamina assimilables a l'organisme, pot arribar a causar la malaltia del beri-beri.